# 列昂尼德·瓦西里耶维奇·尼古拉耶夫
列昂尼德·瓦西里耶维奇·尼古拉耶夫（俄语：Леонид Васильевич Николаев，1904年—1934年12月29日），又译尼科拉耶夫，苏联共产党党员，暗杀苏共领导人基洛夫的刺客。
尼古拉耶夫年幼时营养不良，因而身材瘦小，大约五英尺高（约1.52米），即便是成年以后仍能看出幼年时营养不良的痕迹。他后来加入了苏联共产党，但难以找到工作。又因为以不喜欢为由拒绝了苏共给他安排的工作，遭到苏共的谴责，最后开除了党籍。他的妻子米丽达·德拉乌列（Milda Draule）在列宁格勒州的党委工作，被指与州委书记基洛夫有暧昧关系的嫌疑，因而尼古拉耶夫对基洛夫有私怨。
1934年12月1日，尼古拉耶夫畅通无阻地进入了列宁格勒州委的办公地点斯莫尔尼宫，用7.62 mm口径的纳甘M1895左轮手枪将基洛夫打死。尼古拉耶夫当场被捕，被押往莫斯科。斯大林亲自提审尼古拉耶夫，内务人民委员部的重要人物雅戈达、叶若夫、阿格拉诺夫都审问过他，他坚称无人指使，是独自一人完成暗杀。
12月28日至29日期间，他与另外十三人组成的所谓“反革命集团”成员被判处死刑并枪决。尼古拉耶夫的亲属和友人，或遭处决，或被流放。尼古拉耶夫对基洛夫的暗杀事件直接触发了后来的大清洗。